# Rangers Redipuglia Baseball Club
Il Rangers Redipuglia Baseball Club è una società italiana di baseball con sede a Fogliano Redipuglia. La squadra ha raggiunto il proprio apice negli anni 2000, arrivando a disputare la massima serie nella stagione 2008. Un'ulteriore apparizione nella massima serie è avvenuta nel 2019.

## Storia
Dopo la fondazione del 1971 e la partecipazione ai campionati federali più inferiori, ormai dismessi, tra cui un'apparizione in serie D nel 1973 e 4 in serie C, la società bisiaca vanta all'attivo una coppa Italia di categoria (di Serie A2, vinta nel 2007) e numerosi titoli giovanili regionali. Dopo la promozione in Serie A2 del 2000 primi anni del terzo millennio furono i più competitivi della sua storia fino ad arrivare per la prima volta nel 2007 nella Italian Baseball League. Avendo conseguito l'ultimo posto nel campionato di Italian Baseball League 2008 nel campionato 2009 ha giocato la serie A2 e l'anno successivo, dopo la riforma è stata ammessa alla serie A federale.

## Statistiche
| Livello | Categoria        | Partecipazioni | Debutto | Ultima stagione | Totale |
| ------- | ---------------- | -------------- | ------- | --------------- | ------ |
| 1º      | IBL              | 1              | 2008    | 2008            | 1      |
| 2º      | Serie A2         | 7              | 2001    | 2018            | 11     |
| 2º      | Serie A Federale | 4              | 2010    | 2015            | 11     |
| 3º      | Serie C          | 4              | 1975    | 1978            | 24     |
| 3º      | Serie B          | 17             | 1979    | 2017            | 24     |
| 3º      | Serie B Federale | 3              | 2013    | 2016            | 24     |
| 4º      | Serie D          | 1              | 1973    | 1973            | 9      |
| 4º      | Serie C1         | 8              | 1986    | 1998            | 9      |

### Attacco in regular season 2008
| AB   | R   | H   | 2B | 3B | HR | SB | RBI | AVG  | SLG  | OBP  | OPS  | BB  | SO  |
| 1346 | 117 | 299 | 43 | 4  | 21 | 7  | 106 | .222 | .307 | .293 | .600 | 112 | 374 |